# Oospila decoloraria
Oospila decoloraria là một loài bướm đêm trong họ Geometridae.